# Luis Carlos Villegas
Luis Carlos Villegas Echeverri (Pereira, Risaralda, 16 de junio de 1957) es un abogado y economista colombiano, político y líder empresarial.
Se graduó por la Pontificia Universidad Javeriana y se inscribió para un D.E.A. en Administración Pública otorgado por la Universidad de París. Ha sido Consejero Económico de la embajada Colombiana en París, Gobernador del Departamento de Risaralda, Secretario General de la Federación Nacional de Cafeteros, Viceministro de Relaciones Exteriores, Senador de la República, Presidente de la Corporación Financiera de Occidente, Presidente de la ANDI. Adicionalmente, fue Embajador de Colombia ante el Gobierno de los Estados Unidos, Ministro de Defensa de Colombiay fue negociador con Las Farc durante el proceso del entonces Presidente Andrés Pastrana, y en el que culminó con los acuerdos de 2016 en el gobierno de Juan Manuel Santos. Ha participado en conversaciones con el ELN.

## Biografía
Nació en Pereira el 16 de junio de 1957. Desde muy joven Villegas ha estado vinculado a cargos de importancia. Cuando aún era estudiante universitario fue sustanciador de la Junta Nacional del Instituto de Seguros Sociales y Auditor del Área Legal del Fondo Nacional del Ahorro. Apenas graduado, en 1978, fue nombrado secretario privado del Ministro de Desarrollo Gilberto Echeverri Mejía, asesinado por Las Farc en 2003.

## Trayectoria pública
Apenas unos años después, con el cambio de gobierno y la llegada de Julio César Turbay a la presidencia, Moreno Jaramillo fue reemplazado por Gilberto Echeverri, y Villegas fue nombrado Consejero Económico de la Embajada de Colombia en París en 1979. En diciembre de 1980 regresó al país a trabajar en el Ministerio de Relaciones Exteriores de Colombia. Allí fue subsecretario de asuntos económicos de los Cancilleres Diego Uribe Vargas, Carlos Lemos Simmonds y Rodrigo Lloreda Caicedo, quien lo ascendió a Secretario General, trabajando desde allí también con el nuevo Ministro Augusto Ramírez Ocampo. En 1984, el nuevo Ministro Augusto Ramírez Ocampo lo nombró secretario general del Ministerio. Representó a la Cancillería en las Juntas de Proexpo,  Aeronáutica Civil y  Fedecafé y ejerció la Secretaría de la Comisión Asesora de Relaciones Exteriores y la funciones de Canciller encargado.
En 1985 el presidente Belisario Betancur lo designó Gobernador de Risaralda. En 1986 pasó a ser Secretario General de la Federación Nacional de Cafeteros, cuando Jorge Cárdenas Gutiérrez era Gerente General. Luego regresó al sector público: entre 1987 y 1989 fue Viceministro de Relaciones Exteriores de Julio Londoño Paredes. En ese tiempo se le veía como un hombre muy cercano al ministro de Gobierno César Gaviria, de quien es coterráneo.
De ahí Villegas saltó a la política electoral. Para las elecciones de 1990 fue el jefe de debate del precandidato liberal a la presidencia Hernando Durán Dussán. Durán perdió la designación del partido frente a César Gaviria, pero Villegas siguió en la política. En 1990 se lanzó al senado por el  Partido Liberal y fue elegido Secretario Internacional del Partido Liberal, cargo que ocupó hasta 1994, como parte del movimiento liberal que dirigía el senador Óscar Vélez Marulanda y en el que también inició su vida política César Gaviria.
Al no alcanzar nuevamente su curul en el Senado, después de la revocatoria del Congreso por la Asamblea Constituyente, volvió al sector privado, aunque vinculado con su pasado en el sector público: entre 1992 y 1995 fue presidente de la Corporación Financiera de Occidente, una institución que, como el Banco Cafetero, tenía como accionista mayoritario a la Federación Nacional de Cafeteros.

### Presidente de la ANDI (1996-2013)
La experiencia combinada de los dos sectores le sirvió para ser elegido presidente de la ANDI en 1996. Cuando asumió esa dirección el gremio estaba debilitado después de varios meses de interinidad y de una lucha entre antioqueños y vallecaucanos por quedarse con el control.
Desde entonces permaneció en ese cargo, además de ocupar otros en paralelo, como la presidencia del Consejo Gremial Nacional, del Consejo Industrial Andino y la junta de la Organización de Empleadores de la Organización Internacional del Trabajo.
Llevó a la ANDI a fortalecerse, a crecer y ampliar su enfoque e influencia: pasó de ser el gremio de los industriales a aceptar otros sectores, como los transportadores, los mineros o los abogados, lo que llevó al cambio de nombre de la entidad por el de Asociación Nacional de Empresarios de Colombia, ANDI.
Andrés Pastrana, como presidente de la República, lo nombró presidente de la Junta Directiva del exitoso Fondo de Reconstrucción del Eje Cafetero (FOREC)y miembro de la comisión de gobierno que acompañó al Secretariado de las FARC en una gira exploratoria por Europa. En marzo de 2012 Villegas entró a formar parte de la Junta Directiva de Ecopetrol, postulado directamente por el presidente Juan Manuel Santos.
Villegas anunció en la asamblea de Pereira, en agosto de 2013, que no presentaría su nombre a la reelección en la dirección del gremio. Santos, al clausurar la reunión, le pidió ser su Embajador en Estados Unidos.

### Negociador en Proceso de Paz (2012-2013)
En septiembre de 2012 Villegas fue nombrado como uno de los negociadores plenipotenciarios en los acuerdos de paz entre el Gobierno de Juan Manuel Santos y las FARC. Esto lo llevó a dejar la dirección del Consejo Gremial. Sin embargo, continuó al frente de la ANDI. Villegas fue negociador en los primeros catorce meses de la mesa en La Habana alcanzando un acuerdo sobre el primer punto de la agenda, el llamado Desarrollo Rural Integral, clave para la seguridad en vastas zonas no urbanas de Colombia.

### Embajador de Colombia ante el Gobierno de Estados Unidos (2013-2015)
Durante su gestión como Embajador y como pilar de la negociación del TLC, se desarrollaron diversas actividades de Diplomacia Comercial para lograr el acceso sanitario a productos agrícolas como la uchuva, el pimentón y el aguacate, y avanzar en el acceso para productos como la carne bovina. Se realizaron múltiples eventos con inversionistas en diferentes ciudades de Estados Unidos, que permitieron la llegada al país de empresas en el sector energético, proveedores para la industria de alimentos, TIC y servicios hoteleros.
Dio inicio al proceso para incluir a Colombia dentro del programa denominado Global Entry, que permite mayor agilidad en los trámites de visado para empresarios con actividades de inversión o comercio con los Estados Unidos. Se realizaron numerosos eventos culturales, académicos y de promoción deportiva del país en la Residencia de la Embajada. Logró los recursos y el inmueble adecuado en Mass. Avenue de Washington D. C. para trasladar a una sede diplomática moderna todas las dependencias del Gobierno Colombiano ubicadas en la capital de EEUU, diplomáticas y consulares bilaterales y multilaterales, militares, comerciales y de control.
Mantuvo firme la política de una relación bipartidista de Colombia con demócratas y republicanos en el Congreso de EEUU.

### Ministro de Defensa (2015-2018)
El 19 de mayo de 2015 el presidente Juan Manuel Santos lo designó como Ministro de Defensa. Villegas se posesionó en dicho cargo el 22 de junio de 2015 hasta el 7 de agosto de 2018. Su ministerio acercó a militares y policías al proceso de paz con las Farc a través de oficiales activos y en retiro activo, expertos en cese al fuego, desarme, desmovilización y justicia transicional. Se logró una transición de la guerra a la desmovilización sin mayores contratiempos. Los miembros de la fuerza pública que participaron en el conflicto y se vieron envueltos en procesos judiciales en la década anterior, accedieron también a la justicia transicional.

### Actualidad
Villegas reside actualmente en Pereira, es profesor universitario, consultor empresarial y columnista permanente de El Tiempo y Colprensa.

## Reconocimientos Internacionales
| Premio o Condecoración                                | País                    | Fecha |
| ----------------------------------------------------- | ----------------------- | ----- |
| Orden al Mérito de la República Italiana- Encomienda  | Bandera de Italia       | 1981  |
| Orden de Rio Branco- Gran Cruz                        | Bandera de Brasil       | 1982  |
| Orden Nacional al Mérito- Gran Cruz                   | Bandera de Ecuador      | 1983  |
| Orden de Isabel la Católica- Encomienda de Número     | Bandera de España       | 1984  |
| Orden al Mérito por Servicios Distinguidos- Gran Cruz | Bandera de Perú         | 1985  |
| Orden de Mayo- Gran Cruz                              | Bandera de Argentina    | 1986  |
| Orden Nacional de la Legión de Honor- Caballero       | Bandera de Francia      | 2012  |
| Orden del Mérito de la Defensa                        | Bandera de Brasil       | 2016  |
| Orden del Imperio Británico- Caballero                | Bandera del Reino Unido | 2017  |

## Reconocimientos Nacionales
| Premio o Condecoración                                                                   | Fecha |
| ---------------------------------------------------------------------------------------- | ----- |
| Gran Cruz de Risaralda                                                                   | 1985  |
| Gran Cruz de los Fundadores, Pereira                                                     | 2001  |
| Orden de Boyacá- Gran Cruz                                                               | 2002  |
| Orden del Mérito Militar “Antonio Nariño”- Gran Oficial                                  | 2002  |
| Orden de la Democracia Simón Bolívar- Gran Cruz                                          | 2005  |
| Orden de San Carlos- Gran Cruz                                                           | 2008  |
| Orden al Mérito Militar “Guillermo Fergusson”- Gran Oficial                              | 2016  |
| Orden al Mérito Militar José María Córdoba- Gran Oficial                                 | 2017  |
| Citación Presidencial- “Victoria Militar 2017”                                           | 2017  |
| Medalla al Mérito Militar, “Torre de Castilla de los Ingenieros Militares”- Gran Oficial | 2018  |